# Estación de Villabona de Asturias
Villabona de Asturias (Villabona según la nomenclatura de Renfe) es una estación de ferrocarril de Adif localizada en la localidad llanerense de Villabona, (Asturias, España). Es un nudo ferroviario de importancia dentro de la red asturiana de ancho ibérico, pues es el punto donde se bifurcan las líneas a Gijón y a Avilés. Para el servicio de viajeros funciona como apeadero.

## Localización
La estación, con la categoría de apartadero, se encuentra en el punto kilométrico 151,917 (con origen de distancias en León, en sentido a Gijón) de la línea 130 Gijón-Venta de Baños y en el 0,154 de la San Juan de Nieva-Villabona de Asturias. Se encuentra a una altitud de 156,0 m, según la placa situada en la fachada sur del antiguo edificio de viajeros.
Es la única estación asturiana en la que las instalaciones se sitúan en medio de la malla de vías. En su configuración moderna se sitúa entre las dos líneas, que se cruzan a diferente altura en sus proximidades. El acceso rodado a la misma se realiza a través de una carretera que pasa por debajo de las vías a Gijón y por encima de las vías a Avilés.
A efectos de tarifa de viajeros, se encuentra en zona 2 de las cercanías de Asturias.

## Historia

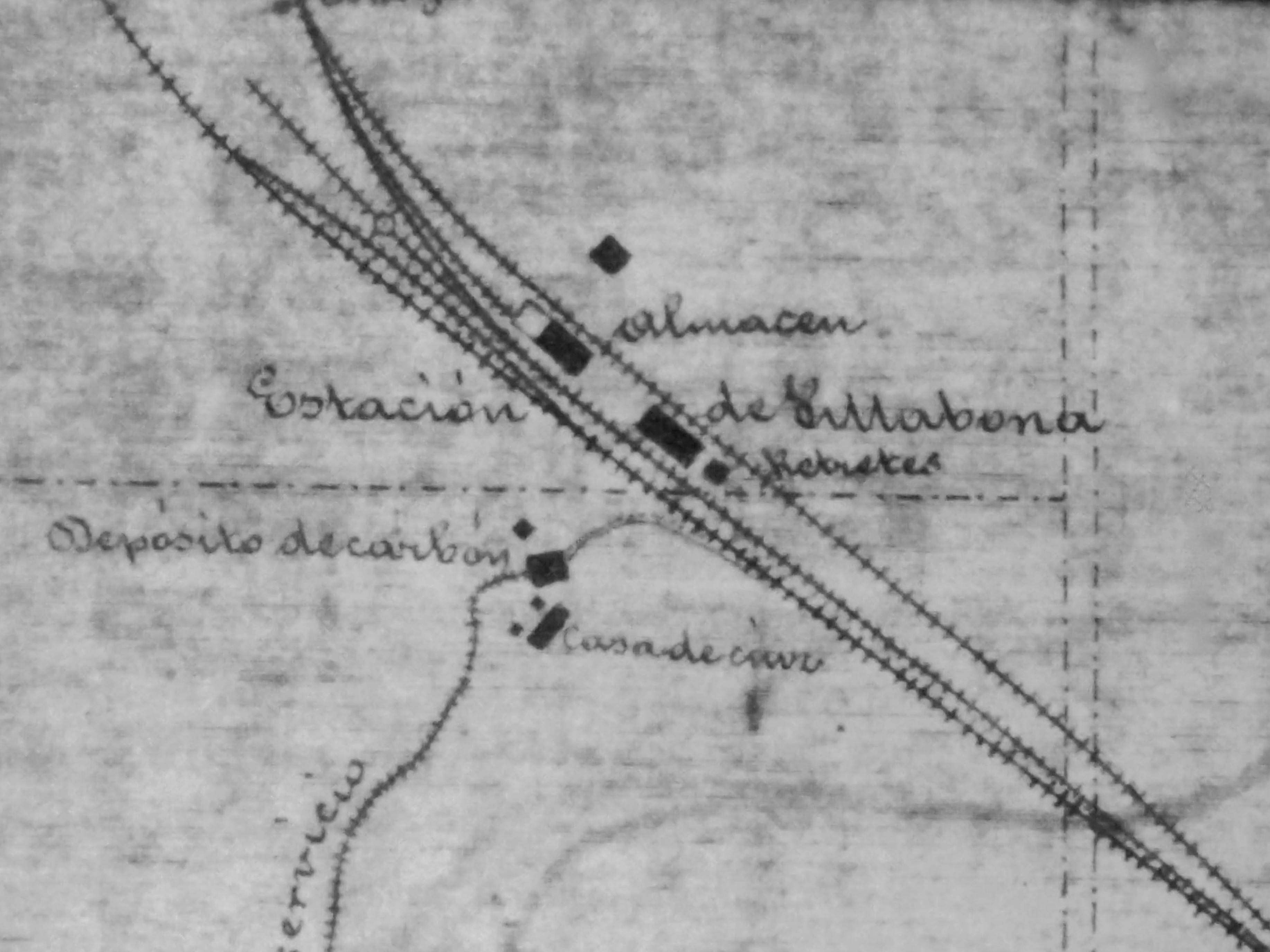
La estación de Villabona en un plano de labores del grupo Santofirme de Fábrica de Mieres con fecha de 19 de diciembre de 1891

El proyecto de la estación fue redactado por el ingeniero de caminos Salustio González Regueral en 1873, aunque limitaciones presupuestarias dilataron su construcción durante dos décadas; finalmente las obras comenzaron en 1887, en el contexto de la construcción del ramal de 21 km hacia Avilés y San Juan de Nieva de la línea de ferrocarril de la Compañía de los Caminos de Hierro del Norte de España. La inauguración oficial tuvo lugar el 6 de julio de 1890. El tren inaugural partió de Oviedo a las dos de la tarde, con la locomotora n.º 67 engalanada con banderas de España, guirnaldas de laurel y flores, pasando por Villabona y llegando a Avilés a las cuatro de la tarde. En él viajaban más de 300 invitados, entre los que se encontraban el alcalde de Oviedo, catedráticos de la Universidad y el Instituto ovetenses, redactores de periódicos de Oviedo y Madrid, etc. La llegada a Avilés fue vitoreada por la población, en especial a Julián García de San Miguel y Zaldúa, marqués de Teverga, diputado en Cortes y principal impulsor de la construcción de la línea y a cuya constancia la villa de Avilés erigió un arco de triunfo.

Plano de la estación y de las vías en 1915.

El proyecto final fue realizado, sobre la base del anterior, por el ingeniero Arnaldo Segismundo Sizzo, conde de Sizzo Noris, realizando numerosas modificaciones que no afectaron, en cambio, a la estación de Villabona. Entre los ejes de ambas vías existía una separación de 19,94 metros, previéndose la disposición en el espacio intermedio de un edificio de viajeros dotado con un andén de 70 metros, complementado con una plataforma para locomotoras, una vía apartadero y un muelle de mercancías.

## Configuración
La estación es el inicio de la línea Villabona-San Juan de Nieva. Esta se bifurca de la Venta de Baños-Gijón Sanz Crespo, de manera que esta es la línea directa y aquella la desviada, contando ambas con doble vía.
Desde la estación de Lugo de Llanera, la línea a Gijón cruza el monte Santofirme por el túnel de Robledo (de dos tubos, uno para cada vía, y numerados como 90 y 90 bis) para alcanzar las proximidades de la estación. A la salida del túnel existe un escape a izquierdas para el acceso a la vía de apartado, de 300 m de longitud útil. En esta vía, numerada como 5, se sitúa el desvío de acceso al culatón de la subestación eléctrica.
A continuación, las dos vías de la línea a San Juan de Nieva se derivan de la vía par (lado derecho en dirección a Gijón) mediante sendos desvíos a derecha, con un escape a derechas entre ambos. De esta manera, la línea a San Juan se sitúa en el lado derecho del edificio de viajeros y la de Gijón en el lado izquierdo (siempre en sentido Oviedo-Gijón, es decir, en sentido creciente de P. K.). El edificio de viajeros se sitúa en el andén principal, central y de 150 m de longitud. Este da servicio a los viajeros en dirección a Avilés y desde Gijón. Además existen dos andenes secundarios, que dan servicio a los otros dos sentidos de circulación, respectivamente. El correspondiente a Oviedo-Avilés es exterior a las vías, con un longitud de 90 m y 2 m de ancho. El otro, de 200 m de largo, se sitúa entre las dos vías generales la línea Venta de Baños-Gijón para el servicio del sentido en dirección a Gijón. Tras pasar los andenes, a unos 500 m de distancia, las dos líneas se cruzan a diferente altura, existiendo un escape a derechas en ambas líneas en ese tramo.

## Instalaciones

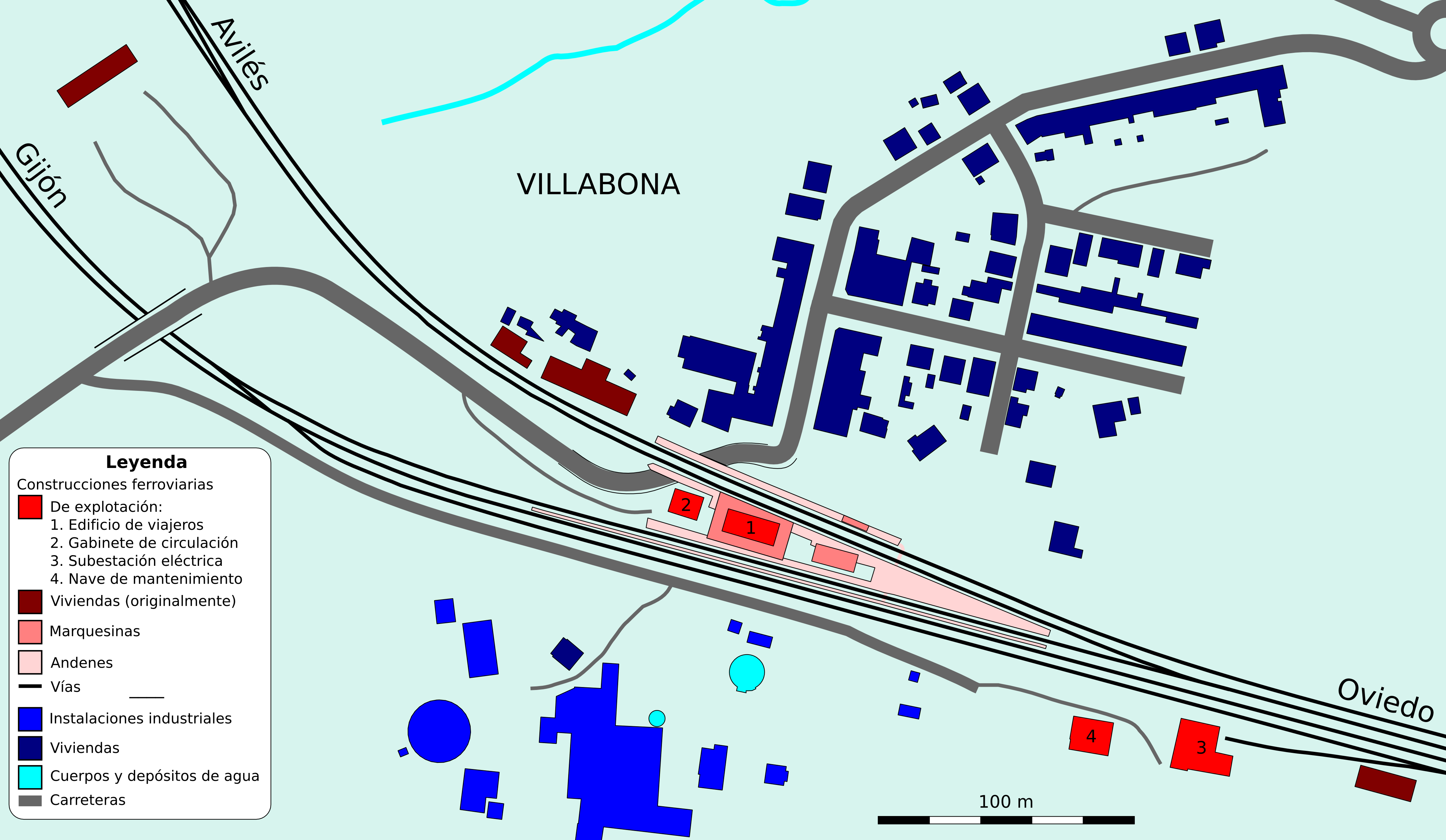
Instalaciones de la estación y el poblado ferroviario.

Alrededor de la estación propiamente dicha existen un conjunto de instalaciones relacionadas con la explotación ferroviaria. Este conjunto fue incluido en el catálogo de poblados ferroviarios españoles elaborado por la Fundación de los Ferrocarriles Españoles a instancias del Ministerio de Cultura. Dentro de los poblados fue clasificado como «barrio ferroviario puro». Se localiza al sur del núcleo urbano de Villabona y al norte de las instalaciones mineras. 

### Edificio de viajeros
El edificio de viajeros es un bloque prismático de planta y piso con puertas y ventanas dispuestas simétricamente, con unas dimensiones de 20,5 por 8,5 metros. Se destaca que sigue el modelo de estación de Francis Thompson, uno de los grandes arquitectos ferroviarios ingleses de la primera generación (esa influencia se refleja en Villabona, que responde al modelo de inmueble de planta y piso ejecutado en ladrillo rojo combinado con esquinales y cornisas en sillar).
La actuación más destacada en relación con este edificio fue la colocación de una marquesina que protege sus cuatro fachadas, rasgo que no se repite en ninguna estación asturiana, intervención ésta que se puede datar en la segunda década del siglo XX.
Actualmente se encuentra cerrado al público, ya que la estación funciona únicamente como apeadero, al estar operada mediante telemando.

### Instalaciones anexas
A comienzos del siglo XX se construyó también un edificio para cantina (derruida en 2003), un pabellón de retretes, dos aguadas (derribadas en 1995) y una estafeta de correos, elementos que han ido desapareciendo con el tiempo.
En el lado sur de las vías, frente al arranque de la vía de San Juan de Nieva existe una subestación eléctrica que alimenta los tramos próximos a la estación, con una nave de mantenimiento ferroviario en sus proximidades. Y junto al edificio de viajeros se construyó en el año 2007 un edificio de ladrillo vitrificado para el gabinete de circulación en donde se instaló el mando local electrónico con sistema videográfico.

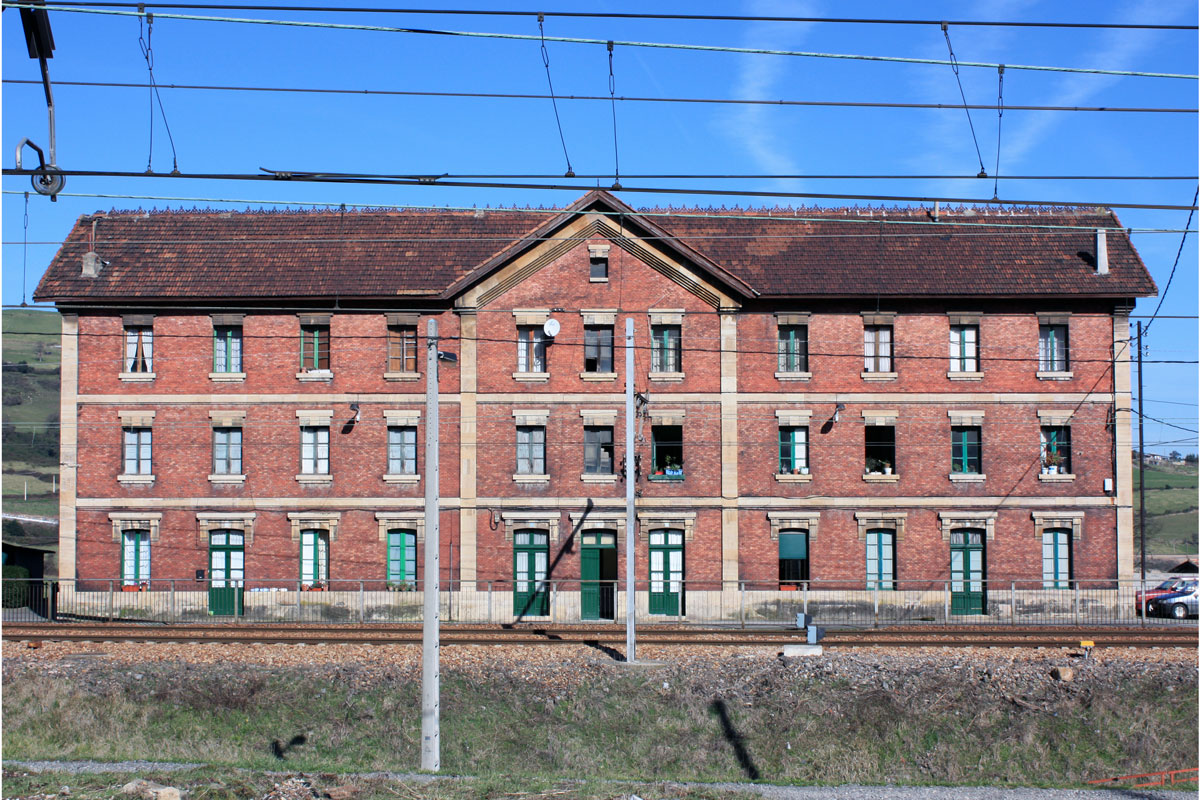
Les Casones, antigua residencia de empleados ferroviarios.

### Viviendas
Entre 1915 y 1925, la compañía del Norte construyó un imponente edificio para residencia de empleados ferroviarios, que se conoce como «La Casona», o «Les Casones». Es un inmueble de planta baja y dos pisos, de planta en forma de T achatada, que constituye un raro ejemplo de construcción ferroviaria en altura en España. La razón de esta singularidad se debe a las dificultades topográficas para la construcción de una serie de viviendas de planta baja. Junto a este edificio, existe otro edificio de dos viviendas, ya construido por RENFE.
Al este de la estación, en el espacio entre vías, se encuentra un conjunto de tres viviendas de planta baja con porche y habitadas. Ya abandonado, al este de la subestación eléctrica, subsiste un conjunto formado en su origen por tres viviendas para empleados ferroviarios.

## Patrimonio

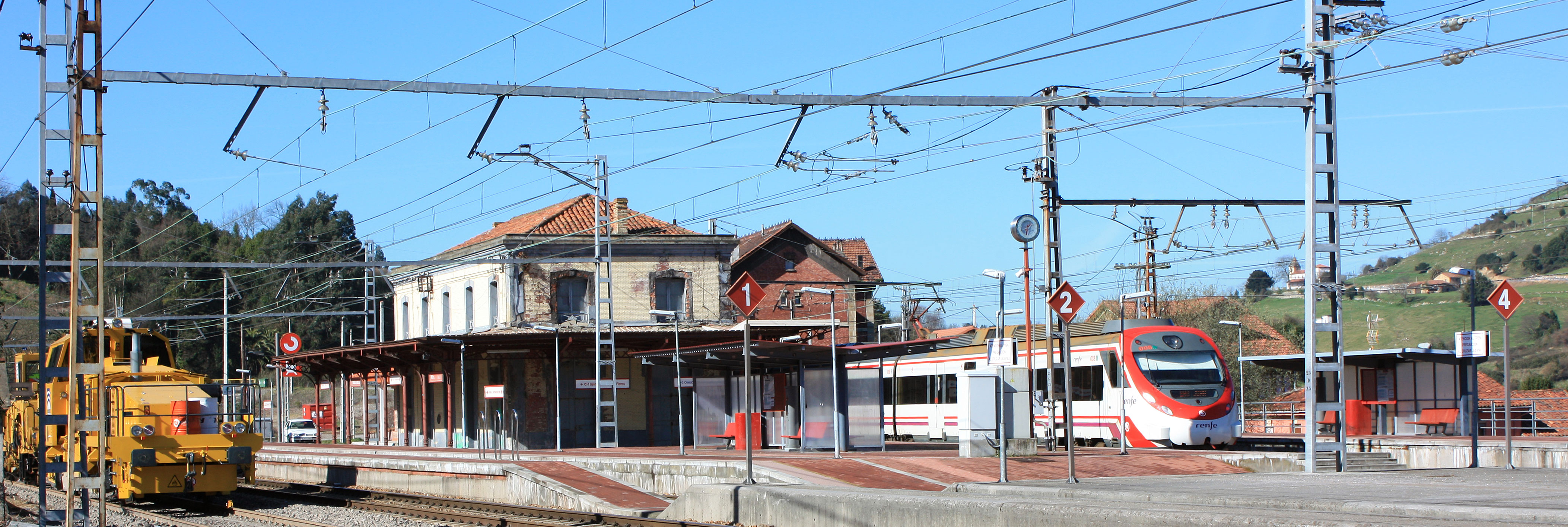
De izquierda a derecha se ven: una bateadora, el edificio de viajeros, el edificio de Les Casones y la unidad Civia 463-008, con destino a San Juan de Nieva.

El conjunto de la estación de Villabona se encuentra incluido en el denominado Inventario del Patrimonio Industrial Histórico de Asturias, en las fichas 438 (conjunto), 439 (estación), 440 (cantina y almacén), 441 (depósitos de agua) y 442 (viviendas). De estos elementos la cantina y almacén y los depósitos de aguas ya han desaparecido desde la realización del inventario en 1986.
El 1 de septiembre de 2008 el Boletín Oficial del Principado de Asturias publicó la Resolución de 1 de agosto de 2008, de la Consejería de Cultura y Turismo, por la que se incoa expediente para la inclusión en el Inventario del Patrimonio Cultural de Asturias de la estación de ferrocarril de Villabona de Asturias, en el concejo de Llanera. Los vecinos de la población habían solicitado su inclusión en el mes de febrero de 2008, a través de la comisión organizadora del Encuentro de Vecinos de la Parroquia de Villardeveyo. Así mismo solicitaron su rehabilitación para usos culturales.
Con posterioridad, el Boletín Oficial del Principado de Asturias publicó, el 29 de enero de 2010, la Resolución de 9 de noviembre de 2009, de la Consejería de Cultura y Turismo, por la que se incluye en el Inventario del Patrimonio Cultural de Asturias la estación de ferrocarril de Villabona de Asturias, en el concejo de Llanera.

## Servicios ferroviarios

### Cercanías
Forma parte de las líneas C-1 y C-3 de Cercanías Asturias. En relación con la primera, la unen con Gijón y Oviedo trenes cada 30 minutos los días laborables, mientras que los sábados, domingos y festivos la frecuencia se reduce a una hora. Hacia Puente de los Fierros solo continúan una decena de trenes que se reducen a seis los fines de semana porque el resto de trenes finalizan su trayecto en esta estación.
La duración del viaje es de unos 6 minutos a Oviedo y de algo menos de 30 minutos hasta Gijón en el mejor de los casos.
Respecto a la línea C-3, la frecuencia habitual de trenes es de un tren cada 30-60 minutos. El trayecto entre Lugones y San Juan de Nieva se cubre generalmente en unos 40 minutos.
| procedencia/destino | < estación            | Línea | estación >      | destino/procedencia               |
| ------------------- | --------------------- | ----- | --------------- | --------------------------------- |
| Gijón               | Villabona-Tabladiello |       | Lugo de Llanera | Pola de LenaPuente de los Fierros |
| San Juan de Nieva   | Ferroñes              |       | Lugo de Llanera | Llamaquique                       |

## Movimiento de viajeros
Según respuesta de la Vicepresidenta Primera del Gobierno y Ministra de la Presidencia a una pregunta escrita de María del Carmen Rodríguez Maniega, del Grupo Popular, en el Congreso, de mayo de 2007 a abril de 2008, 64 938 viajeros se subieron en esta estación y 58 164 se apearon. Con estos datos, la estación se sitúa en el puesto 16º, por número de viajeros, en las Cercanías de Asturias. Para el mismo período, el movimiento de viajeros en Media Distancia fue de 24 y 40, respectivamente.